# Corynura spadicidiventris
Corynura spadicidiventris là một loài Hymenoptera trong họ Halictidae. Loài này được Alfken mô tả khoa học năm 1916.